# دوار البواكرة (أوزاي)
دوار البواكرة هو دُوَّار يقع بجماعة تمضيت، إقليم تاونات، جهة فاس مكناس في المملكة المغربية. ينتمي الدوّار لمشيخة أوزاي التي تضم 10 دواوير. يقدر عدد سكانه بـ 383 نسمة حسب الإحصاء الرسمي للسكان والسكنى لسنة 2004.

## روابط خارجية
- البوابة الوطنية للجماعات الترابية نسخة محفوظة 12 مارس 2018 على موقع واي باك مشين.
- المندوبية السامية للتخطيط